# Lozova
Lozova (em ucraniano:   Лозова́) é uma cidade do leste da Ucrânia, situada no Oblast de Carcóvia. Tem 26,55 km² de área e sua população em 2020 foi estimada em 54.618 habitantes.